# Úrvalsdeild w piłce siatkowej mężczyzn (2021/2022)
Úrvalsdeild 2021/2022 – 53. sezon rozgrywek o mistrzostwo Islandii w piłce siatkowej zorganizowany przez Islandzki Związek Piłki Siatkowej (Blaksamband Íslands, BLÍ). Zainaugurowany został 17 września 2021 roku i trwał do 2 maja 2022 roku.
W Úrvalsdeild uczestniczyło 8 drużyn. W porównaniu z poprzednim sezonem do rozgrywek nie zgłosił się klub Álftanes.
Rozgrywki składały się z dwóch faz: fazy zasadniczej wyłaniającej mistrza ligowego oraz fazy play-off stanowiącej mistrzostwa Islandii. W fazie zasadniczej drużyny rozegrały między sobą po trzy spotkania. Faza play-off składała się z półfinałów i finałów. W półfinałach rywalizacja toczyła się do dwóch zwycięstw, natomast w finałąch do trzech zwycięstw.
Po raz drugi mistrzem Islandii został klub Hamar, który w finałach fazy play-off pokonał zespół HK.
W sezonie 2021/2022 żaden islandzki klub nie występował w europejskich pucharach.

## System rozgrywek
Rozgrywki o mistrzostwo Islandii w sezonie 2021/2022 składały się z fazy zasadniczej i fazy play-off.
Faza zasadnicza

W fazie zasadniczej 8 drużyn rozegrało między sobą po trzy spotkania. Cztery najlepsze drużyny awansowały do fazy play-off, pozostałe natomiast zakończyły udział w rozgrywkach.
Faza play-off

Faza play-off składała się z półfinałów i finałów.
Pary półfinałowe powstały na podstawie miejsc zajętych przez poszczególne drużyny w fazie zasadniczej według klucza: 1-4; 2-3. Rywalizacja toczyła się do dwóch zwycięstw ze zmianą gospodarza po każdym meczu. Gospodarzem pierwszego meczu była drużyna, która w fazie zasadniczej zajęła wyższe miejsce.
Finały grane były w serii do trzech zwycięstw ze zmianą gospodarza po każdym meczu. Gospodarzem pierwszego meczu była drużyna, która w fazie zasadniczej zajęła wyższe miejsce. Zwycięzca w parze finałowej zdobył tytuł mistrza Islandii.

## Drużyny uczestniczące
| | Úrvalsdeild 2021/2022 |   |             |
| --- | --------------------- | - | ----------- |
| HAM | Hamar                 | 1 | mistrzostwo |
| KA | KA                    | 3 | finał       |
| HK | HK                    | 2 | półfinał    |
| VST | Vestri                | 5 | półfinał    |
| AFT | Afturelding           | 4 | ćwierćfinał |
| ÞFJ | Þróttur Fjarðabyggð   | 6 | ćwierćfinał |
| FYL | Fylkir                | 7 | ćwierćfinał |
| VOG | Þróttur Vogum         | 9 | 1/8 finału  |
| Oznaczenia: - kolumna pierwsza – skróty nazw drużyn wpisane na mapie (jeśli ta została zamieszczona), - kolumna trzecia – miejsce zajęte przez daną drużynę w poprzednim sezonie w fazie zasadniczej, - kolumna czwarta – osiągnięcie danej drużyny w fazie play-off. |                       |   |             |

## Faza zasadnicza

### Tabela wyników
| Gospodarz \ Gość1   | HAM | KA  | HK  | VST | AFT | ÞFJ | FYL | VOG |
| ------------------- | --- | --- | --- | --- | --- | --- | --- | --- |
| Hamar               | -   | 3:1 | 3:1 | 3:1 | 3:0 | 3:2 | 3:0 | 3:0 |
| KA                  | 1:3 | -   | 2:3 | 2:3 | 0:3 | 3:2 | 3:0 | 3:1 |
| HK                  | 1:3 | 3:1 | -   | 3:0 | 3:0 | 3:0 | 3:0 | 3:0 |
| Vestri              | 1:3 | 3:1 | 1:3 | -   | 3:0 | 3:0 | 3:0 | 3:1 |
| Afturelding         | 0:3 | 3:0 | 3:0 | 3:1 | -   | 1:3 | 3:1 | 3:0 |
| Þróttur Fjarðabyggð | 0:3 | 0:3 | 0:3 | 3:2 | 1:3 | -   | 3:0 | 3:1 |
| Fylkir              | 0:3 | 0:3 | 0:3 | 2:3 | 0:3 | 0:3 | -   | 3:0 |
| Þróttur Vogum       | 0:3 | 0:3 | 0:3 | 0:3 | 0:3 | 1:3 | 1:3 | -   |

| Gospodarz \ Gość1   | HAM | KA  | HK  | VST | AFT | ÞFJ | FYL | VOG |
| ------------------- | --- | --- | --- | --- | --- | --- | --- | --- |
| Hamar               | -   | 3:1 | -   | 0:3 | -   | 3:0 | 3:0 | -   |
| KA                  | -   | -   | 3:2 | -   | -   | 3:1 | 3:1 | -   |
| HK                  | 3:1 | -   | -   | -   | 0:3 | -   | -   | 3:0 |
| Vestri              | -   | 2:3 | 1:3 | -   | -   | 3:1 | 3:0 | -   |
| Afturelding         | 0:3 | 3:2 | -   | 3:1 | -   | -   | -   | 3:0 |
| Þróttur Fjarðabyggð | -   | -   | 1:3 | -   | 0:3 | -   | -   | 3:0 |
| Fylkir              | -   | -   | 1:3 | -   | 0:3 | 0:3 | -   | -   |
| Þróttur Vogum       | 0:3 | 0:3 | -   | 0:3 | -   | -   | 3:0 | -   |

Źródło: BLÍ – Data Project (isl.)
1 Drużyna gospodarzy jest wymieniona po lewej stronie tabeli.
Kolory:
  zwycięstwo gospodarzy 3:0 lub 3:1
  zwycięstwo gospodarzy 3:2
  zwycięstwo gości 3:0 lub 3:1
  zwycięstwo gości 3:2

### Tabela
| Lp. | Drużyna             | Pkt | Mecze | Mecze | Mecze | Rodzaj wyniku | Rodzaj wyniku | Rodzaj wyniku | Rodzaj wyniku | Rodzaj wyniku | Rodzaj wyniku | Sety | Sety | Sety  | Małe punkty | Małe punkty | Małe punkty |
| Lp. | Drużyna             | Pkt | M     | W     | P     | 3:0           | 3:1           | 3:2           | 2:3           | 1:3           | 0:3           | wyg. | prz. | stos. | zdob.       | str.        | stos.       |
| --- | ------------------- | --- | ----- | ----- | ----- | ------------- | ------------- | ------------- | ------------- | ------------- | ------------- | ---- | ---- | ----- | ----------- | ----------- | ----------- |
| 1   | Hamar               | 56  | 21    | 19    | 2     | 11            | 7             | 1             | 0             | 1             | 1             | 58   | 15   | 3.87  | 1767        | 1350        | 1.31        |
| 2   | HK                  | 48  | 21    | 16    | 5     | 9             | 6             | 1             | 1             | 2             | 2             | 52   | 23   | 2.26  | 1746        | 1511        | 1.16        |
| 3   | Afturelding         | 44  | 21    | 15    | 6     | 10            | 4             | 1             | 0             | 1             | 5             | 46   | 24   | 1.92  | 1600        | 1493        | 1.07        |
| 4   | Vestri              | 36  | 21    | 12    | 9     | 7             | 3             | 2             | 2             | 6             | 1             | 46   | 34   | 1.35  | 1796        | 1698        | 1.06        |
| 5   | KA                  | 33  | 21    | 11    | 10    | 5             | 3             | 3             | 3             | 5             | 2             | 44   | 39   | 1.13  | 1799        | 1773        | 1.01        |
| 6   | Þróttur Fjarðabyggð | 25  | 21    | 8     | 13    | 4             | 3             | 1             | 2             | 4             | 7             | 32   | 44   | 0.73  | 1610        | 1728        | 0.93        |
| 7   | Fylkir              | 7   | 21    | 2     | 19    | 1             | 1             | 0             | 1             | 3             | 15            | 11   | 58   | 0.19  | 1361        | 1649        | 0.83        |
| 8   | Þróttur Vogum       | 3   | 21    | 1     | 20    | 1             | 0             | 0             | 0             | 5             | 15            | 8    | 60   | 0.13  | 1171        | 1648        | 0.71        |

Źródło: BLÍ – Data Project (isl.)
Punktacja: 3:0 i 3:1 – 3 pkt; 3:2 – 2 pkt; 2:3 – 1 pkt; 1:3 i 0:3 – 0 pkt
Zasady ustalania kolejności: 1. liczba punktów; 2. stosunek setów; 3. stosunek małych punktów; 4. bilans w bezpośrednich meczach
     Faza play-off

## Faza play-off

### Drabinka
|  |           |             |           |           |           |   |   |        |        |        |        |        |        |        |
|  | Półfinały | Półfinały   | Półfinały | Półfinały | Półfinały |   |   | Finały | Finały | Finały | Finały | Finały | Finały | Finały |
|  | Półfinały | Półfinały   | Półfinały | Półfinały | Półfinały |   |   | Finały | Finały | Finały | Finały | Finały | Finały | Finały |
|  |           |             |           |           |           |   |   |        |        |        |        |        |        |        |
|  |           |             |           |           |           |   |   |        |        |        |        |        |        |        |
|  | 1         | Hamar       | 3         | 3         |           |   |   |        |        |        |        |        |        |        |
|  | 1         | Hamar       | 3         | 3         |           |   |   |        |        |        |        |        |        |        |
|  | 4         | Vestri      | 0         | 0         |           |   |   |        |        |        |        |        |        |        |
|  | 4         | Vestri      | 0         | 0         |           |   | 1 | Hamar  | 3      | 3      | 3      |        |        |        |
|  |           |             |           |           |           |   | 1 | Hamar  | 3      | 3      | 3      |        |        |        |
|  |           |             | 2         | HK        | 1         | 1 | 0 |        |        |        |        |        |        |        |
|  | 2         | HK          | 2         | HK        | 1         | 1 | 0 | 3      | 3      |        |        |        |        |        |
|  | 2         | HK          |           |           |           |   |   |        |        |        |        |        |        |        |
|  | 3         | Afturelding | 2         | 1         |           |   |   |        |        |        |        |        |        |        |
|  | 3         | Afturelding | 2         | 1         |           |   |   |        |        |        |        |        |        |        |
|  |           |             |           |           |           |   |   |        |        |        |        |        |        |        |

### Półfinały
(do dwóch zwycięstw)
| Data       | Godz.     | Gospodarz   | Rezultat                                | Gość            | Widzów          |
| ---------- | --------- | ----------- | --------------------------------------- | --------------- | --------------- |
| Hamar (1)  | Hamar (1) | Hamar (1)   | 2 – 0                                   | (4) Vestri      | (4) Vestri      |
| 13.04.2022 | 19:00     | Hamar       | 3:0 (25:20, 25:11, 25:22)               | Vestri          | 50              |
| 18.04.2022 | 14:00     | Vestri      | 0:3 (21:25, 15:25, 20:25)               | Hamar           | 60              |
| HK (2)     | HK (2)    | HK (2)      | 2 – 0                                   | (3) Afturelding | (3) Afturelding |
| 13.04.2022 | 19:00     | HK          | 3:2 (25:20, 22:25, 22:25, 25:20, 15:12) | Afturelding     | 30              |
| 18.04.2022 | 14:00     | Afturelding | 1:3 (22:25, 23:25, 26:24, 23:25)        | HK              | 50              |

### Finały
(do trzech zwycięstw)
| Data       | Godz.     | Gospodarz | Rezultat                         | Gość   | Widzów |
| ---------- | --------- | --------- | -------------------------------- | ------ | ------ |
| Hamar (1)  | Hamar (1) | Hamar (1) | 3 – 0                            | (2) HK | (2) HK |
| 23.04.2022 | 14:00     | Hamar     | 3:1 (28:30, 27:25, 25:16, 25:21) | HK     | 60     |
| 25.04.2022 | 19:00     | HK        | 1:3 (24:26, 17:25, 25:16, 23:25) | Hamar  | 75     |
| 02.05.2022 | 19:00     | Hamar     | 3:0 (25:21, 25:20, 25:21)        | HK     | 150    |

## Klasyfikacja końcowa
| Poz. | Drużyna             |
| ---- | ------------------- |
| 1.   | Hamar               |
| 2.   | HK                  |
| 3.   | Afturelding         |
| 4.   | Vestri              |
| 5.   | KA                  |
| 6.   | Þróttur Fjarðabyggð |
| 7.   | Fylkir              |
| 8.   | Þróttur Vogum       |

     Eliminacje Ligi Mistrzów 2022/2023
     Puchar Challenge 2022/2023